# Săvădisla
Săvădisla (in ungherese Tordaszentlászló) è un comune della Romania di 4 395 abitanti, ubicato nel distretto di Cluj, nella regione storica della Transilvania.
Il comune è formato dall'unione di 8 villaggi: Finișel, Hășdate, Lita, Liteni, Săvădisla, Stolna, Vălișoara, Vlaha.